# Elaeocarpus kalabitii
Elaeocarpus kalabitii är en tvåhjärtbladig växtart som beskrevs av R. Weibel. Elaeocarpus kalabitii ingår i släktet Elaeocarpus och familjen Elaeocarpaceae. Inga underarter finns listade i Catalogue of Life.